# Allosmaitia piplea
Espèce
Allosmaitia piplea est une espèce d'insectes lépidoptères - ou papillons de la famille des Lycaenidae, sous-famille des Theclinae et du genre Allosmaitia.

## Dénomination
Allosmaitia  piplea a été décrit par Frederick DuCane Godman et Osbert Salvin en 1896 sous le nom initial de Thecla piplea.
Synonyme : Thecla subobscura Lathy, 1904.

### Noms vernaculaires
Allosmaitia piplea se nomme Piplea Hairstreak en anglais.

## Description
Allosmaitia piplea est un petit papillon qui possède à chaque aile postérieure une très fine queue.
Le dessus est marron avec une suffusion bleue le long du bord interne des ailes antérieures et aux ailes antérieures en triangle central de la base au bord externe en laissant deux bandes marron le long du bord costal et du bord interne.
Le revers est beige avec une ligne de traits marron doublés de blanc en limite de l'aire postdiscale, et, sur les ailes postérieures, un ocelle foncé en position anale, un ocelle bleu gris dans l'aire postmarginale en e2 et un ocelle rouge pupillé de noir en e3.

## Écologie et distribution
Allosmaitia piplea est présent à Saint-Vincent, à La Dominique, à la Martinique et à la Guadeloupe,,.

### Protection
Pas de statut de protection particulier.